# Plán útěku
Plán útěku (v anglickém originále Escape Plan, Exit Plan nebo The Tomb) je americký akční filmový thriller z roku 2013 režiséra Mikaela Håfströma se Sylvesterem Stallonem a Arnoldem Schwarzeneggerem v hlavní roli.

## Děj
Hlavním hrdinou filmu je Ray Breslin v podání Sylvestera Stallonea, který se živí testováním odolnosti věznic proti útěkům. V každé věznici najde nějakou skulinku, jak se dá utéct, a na základě toho jsou věznice vylepšovány. Následně přijímá nabídku na prověření supertajné věznice, někdo si ale objednal, aby ho tam ředitel věznice nechal navždy. Potýká se tak se šikanou dozorců a věznice je postavena podle jeho rad, takže naděje na útěk jsou minimální. Setkává se s Emilem Rottmayerem (Arnold Schwarzenegger) a společně začínají v této nelehké situaci budovat plán. Společně se jim skutečně podaří utéct z věznice a Breslin se dozvídá, že to byl od začátku Rottmayerův plán.